# 도리코 (래퍼)
도리코(Dorico, 본명: 김도윤, 2009년 5월 24일~)는 대한민국의 래퍼 겸 힙합 음악가로, 서울 강북구 미아동 출생이다.
2021년에 《Show me the money 시즌 제10기》에서 탈락까지 했어도 그 음악적인 이름이 알려졌으며, 이듬해 2022년에는 《Drop the beat》에서 Top48까지 기록한 이후 같은해인 2022년에는 《Show me the money 시즌 제11기》에서는 Top24까지 기록했고, 1년 이후 2023년 싱글 음반 《Born to Spit》으로 정식 데뷔했다.

## 방송
- 쇼미더머니 10 (2021)
- 드랍더비트 (2022) - Top48(36위)
- 쇼미더머니 11 (2022) - Top24
- 더 시즌즈 1 (2023)

## 음반
- Born to Spit (2023)
- Young Baller (2023)
- COMETHRU (2024)

## 학력
- 서울삼각산초등학교(졸업)
- 삼각산중학교(전퇴)→중계중학교(졸업)
- 서라벌고등학교(재학)